# Индийско манго
Индийските манга (Mangifera indica) са вид растения от семейство Смрадликови (Anacardiaceae).
Таксонът е описан за пръв път от шведския ботаник и зоолог Карл Линей през 1753 година.